# كلومازون
كلومازون هو مبيد أعشاب انتقائي قبل ان (البرعم.الجذر )، يمتص الجرثوم لأجزاء النبات ، وبالتالي تثبيط تخليق المركبات isoprene. يعرقل كاروتين النبات الحساسة ، chlorophyll biosynthesis ، تطبيق ما قبل النشوء أو ما قبل المصنع.  وقد يتسبب احتكاك أوراق الشجر أو الأبخرة في ظهور أعراض مرئية للكلوروسس في النباتات الحساسة القريبة.  
تم تسجيل كلومازون أول مرة من قبل وكالة حماية البيئة الأمريكي في 8 مارس 1993 حيث تم تسويقه بواسطة شركة اف ام سي . يتم استخدامه لمكافحة الحشائش ذات  الأوراق العريضة في عدد من المحاصيل ، مثل فول الصويا والذرة  والبازلاء وقصب السكر و البذور الزيتية  والتبغ واليقطين والكسافا.حيث تستطيع تطبيقه قبل ظهور المحصول المدمج قبل زراعة المحصول. كلومازون متقلب نسبيًا (ضغط البخار 19.2 ميجا باسكال) والأبخرة تحفز ظهور أعراض بصرية مذهلة على النباتات الحساسة غير المستهدفة. يخضع كلومازون لتدهور بيولوجي ، ويظهر نصف عمر التربة من شهر إلى أربعة أشهر. يؤدي امتصاص المبيدات إلى جماد التربة و إبطاء التحلل والتطاير. يساعد التغليف على تقليل التقلب وبالتالي يقلل من الأضرار غير المستهدفة للنباتات الحساسة.
يمنع كلومازون التخليق الحيوي للكلوروفيل  و الاصباغ النباتية الأخرى   